# Jessica Hardy
Jessica Hardy, född den 12 mars 1987 i Long Beach i Kalifornien, är en amerikansk simmare som tillhör världseliten i bröstsim.

## Karriär
Hardys första globala mästerskap som senior var VM 2005 där hon slutade på andra plats på både 50 och 100 meter bröstsim. På 50 meter fick hon stryk av Jade Edmistone som även satte världsrekord i loppet. På 100 meter var det Australiens Leisel Jones som var först i mål. Dessutom var Hardy med i det amerikanska medleylaget på 4 x 100 meter som slutade tvåa efter Australien.
Nästa mästerskap för Hardy var VM 2006 på kortbana där det blev en bronsmedalj på 50 meter bröstsim, denna gång efter de två australierna Edmistone och Brooke Hanson.
Världsmästerskapet 2007 på långbana blev det ett steg framåt i karriären då Hardy vann guld på 50 meter bröstsim knappt före Jones. Ännu bättre gick det vid VM 2008 på kortbana där Hardy vann tre guld. På 50 meter bröstsim blev det även ett nytt världsrekord när hon noterade 29,58, fyra tiondelar bättre än Edminstones tidigare rekord. Dessutom blev det seger på 100 meter bröstsim samt i lagkappen 4 x 100 meter medley.
Efter flera mästerskapsmedaljer mellan 2008 och 2012 gjorde Hardy sitt första OS 2012. Hon ingick i de amerikanska lag som vann brons på 4 x 100 meter frisim och guld på 4 x 100 meter medley. På 4 x 100 meter medley deltog hon dock endast i försöksheatet.

### Fotnoter
1. ↑  ”Jessica Hardy Bio, Stats, and Results - Olympics at Sports.reference.com”. sportsreference.com. Sportsreference. Arkiverad från originalet den 13 december 2012. https://web.archive.org/web/20121213203453/http://www.sports-reference.com/olympics/athletes/ha/jessica-hardy-1.html. Läst 1 december 2015.